# Novina (Sokolov)
Novina (německy Grün) je malá vesnice, část okresního města Sokolov v Karlovarském kraji. Nachází se asi 3,5 kilometru jihovýchodně od Sokolova. Je zde evidováno 25 adres. V roce 2011 zde trvale žilo 19 obyvatel.
Novina leží v katastrálním území Novina u Sokolova o rozloze 1,86 km².

## Historie
První písemná zmínka o vesnici pochází z roku 1352.
V evidenci leuchtenberských lén je vesnice uváděna v letech 1396–1399. V historické literatuře jsou zmiňovány objekty, které náležely katastrálně k Novině. Jedná se zejména o mlýny na Lobezském potoce. Mezi nejstarší patřil Medvědí mlýn, který pocházel z druhé poloviny 18. století a byl postaven na místě středověké stavby.
Mlýn stával nad obcí Vítkov, v katastru Noviny. V objektu mlýna byla umístěna turistická atrakce, kterou zejména před Vánocemi navštěvovalo mnoho obyvatel z okolí. Jednalo se o betlém s jesličkami. Soubor postav, zvířat a vánočních motivů vyřezávalo mnoho generací majitelů mlýna. Mnoho figur bylo pohyblivých a jejich pohon zajišťovalo mlýnské kolo. Zajímavý a dramatický je poválečný osud betléma. Když se majitel mlýna dozvěděl o příkazu k poválečném odsunu, betlém rozebral na jednotlivé figury a stavení na díly. Ty pečlivě zabalil a naskládal do velkého batohu. V nočních hodinách je tajně v batohu a bez povolení přenášel přes západní hranici do městečka Schirnding, kde rozebraný betlém ukryl. Takto chodil několik nocí, až tajně odnosil celý betlém. On jako Němec se nesměl volně pohybovat mezi vesnicemi bez speciální propustky. Kdyby ho při jeho nočních výpravách nějaký voják zahlédl, mohl ho okamžitě a bez varování zastřelit. Po odsunu se přestěhovala rodina mlynáře do Weidenu i s rozebraným betlémem. Až do roku 1972 jej mlynář ukrýval a teprve potom betlém sestavil dohromady. Po jeho smrti zdědit betlém jeho bratr, který jej později převedl na svého syna. Ten jej věnoval městečku Plößberg nedaleko Tirschenreuthu, které má na radnici malé muzeum betlémů. Betlém se později zastavil a již se nepodařilo uvést do provozu.
Dalším mlýnem na Lobezském potoce v katastru Noviny byl Železný mlýn (Železný hamr), který byl činný přinejmenším od počátku 17. století. Stával naproti kamenolomu ve Vítkově.
V současnosti je Novina rekreační lokalitou.

## Přírodní poměry
Novina se rozkládá v severozápadní části Slavkovského lesa pod výrazným vrchem Pařez (701 m). Horninové podloží tvoří pararuly slavkovského krystalinika. Na vrchu Pařez pronikají do okolních hornin křemenné žíly s barytem a fluoritem. Tyto žíly byly předmětem vyhledávacího průzkumu na baryt a fluorit, který zde probíhal v polovině 50.  let 20. století. Pozůstatky průzkumných rýh a mělkých průzkumných jam (šurfů) jsou dosud v terénu na vrchu Pařez zřetelné.
Nad vesnicí pramení drobný Novinský potok, který po průtoku vesnicí prudce klesá do Sokolovské pánve, kde se na hranici Slavkovského lesa a Sokolovské pánve vlévá do Rychnovského potoka.

## Obyvatelstvo
Při sčítání lidu v roce 1921 zde žilo 109 obyvatel, všichni německé národnost. Všichni obyvatelé se hlásili k římskokatolické církvi.
| Rok            | 1869 | 1880 | 1890 | 1900 | 1910 | 1921 | 1930 | 1950 | 1961 | 1970 | 1980 | 1991 | 2001 | 2011 | 2021 |
| -------------- | ---- | ---- | ---- | ---- | ---- | ---- | ---- | ---- | ---- | ---- | ---- | ---- | ---- | ---- | ---- |
| Počet obyvatel | 122  | 119  | 124  | 138  | 112  | 109  | 96   | 19   | 17   | 12   | 9    | 11   | 4    | 19   | 16   |
| Počet domů     | 21   | 22   | 22   | 24   | 24   | 22   | 22   | 4    | 4    | 4    | 5    | 5    | 6    | 11   | 7    |

## Obecní správa
Při sčítání lidu v letech 1869–1930 Novina byla částí obce Lobzy, se kterým patřil nejprve do okresu Falknov, ale v letech 1921 a 1930 v okrese Falknov nad Ohří. V roce 1950 byla částí města Březová v okrese Sokolov. V letech 1961 a 1976 byla částí obce Vítkov. Od 1. dubna 1976 je částí města Sokolov ve stejnojmenném okrese.

## Pamětihodnosti
- V zahradě u čp. 7 se nachází středověký kamenný kříž, který stál původně při cestě do Lobzů, kolem roku 1985 přenesený na současné místo
- Památný strom Dub na Novině

## Fotogalerie

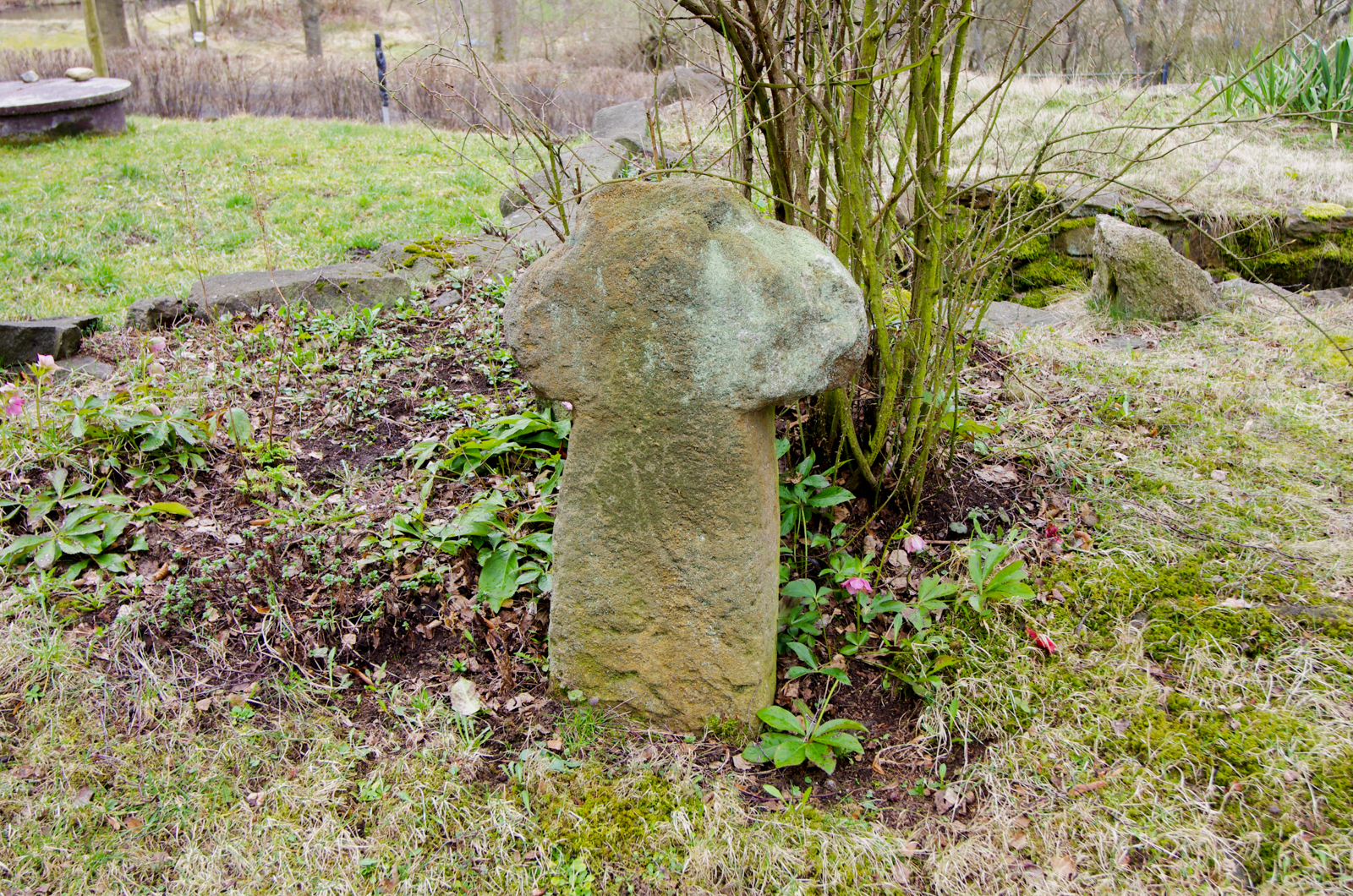
Smírčí kříž u čp. 7
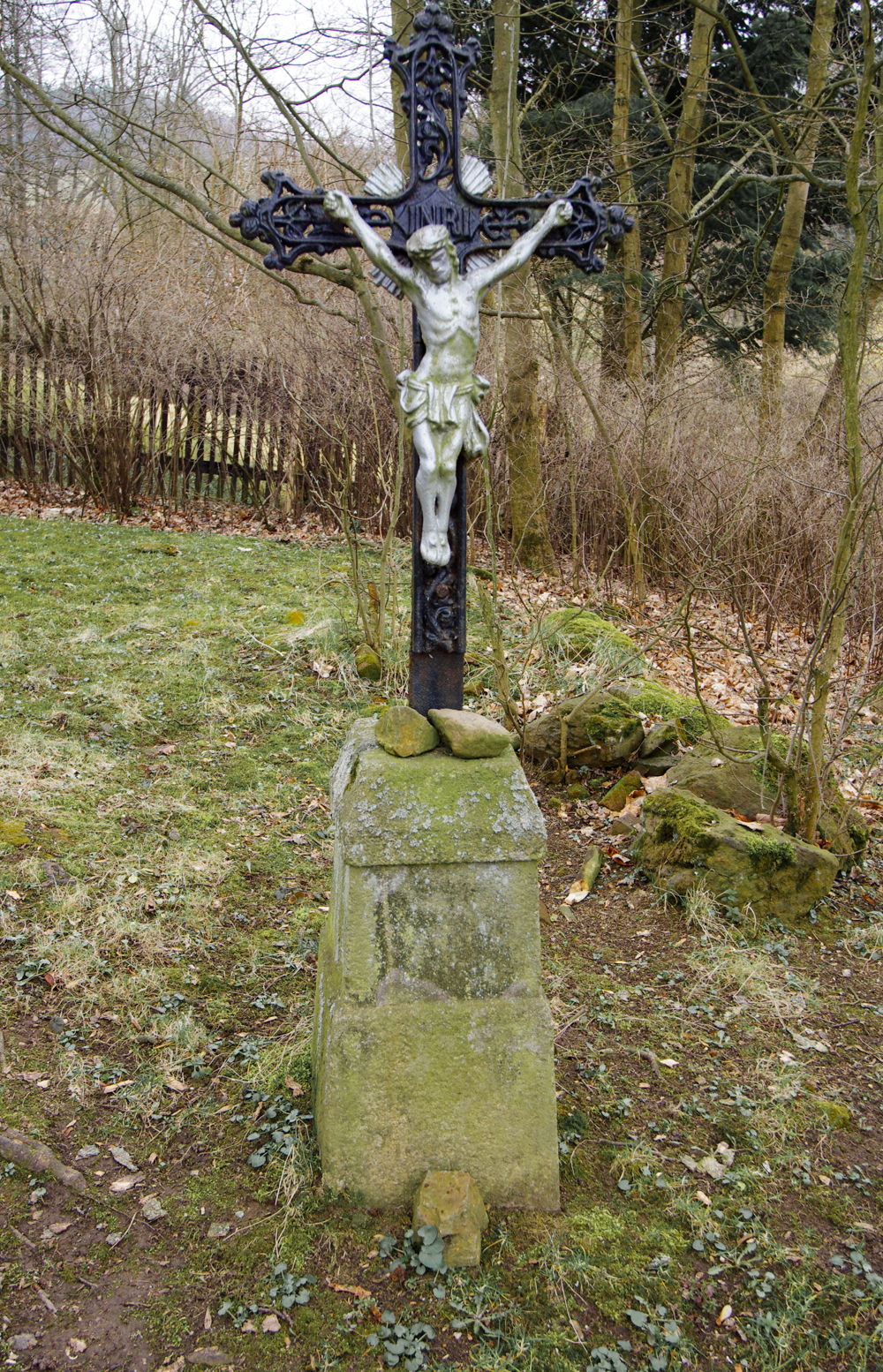
Křížek u čp. 7
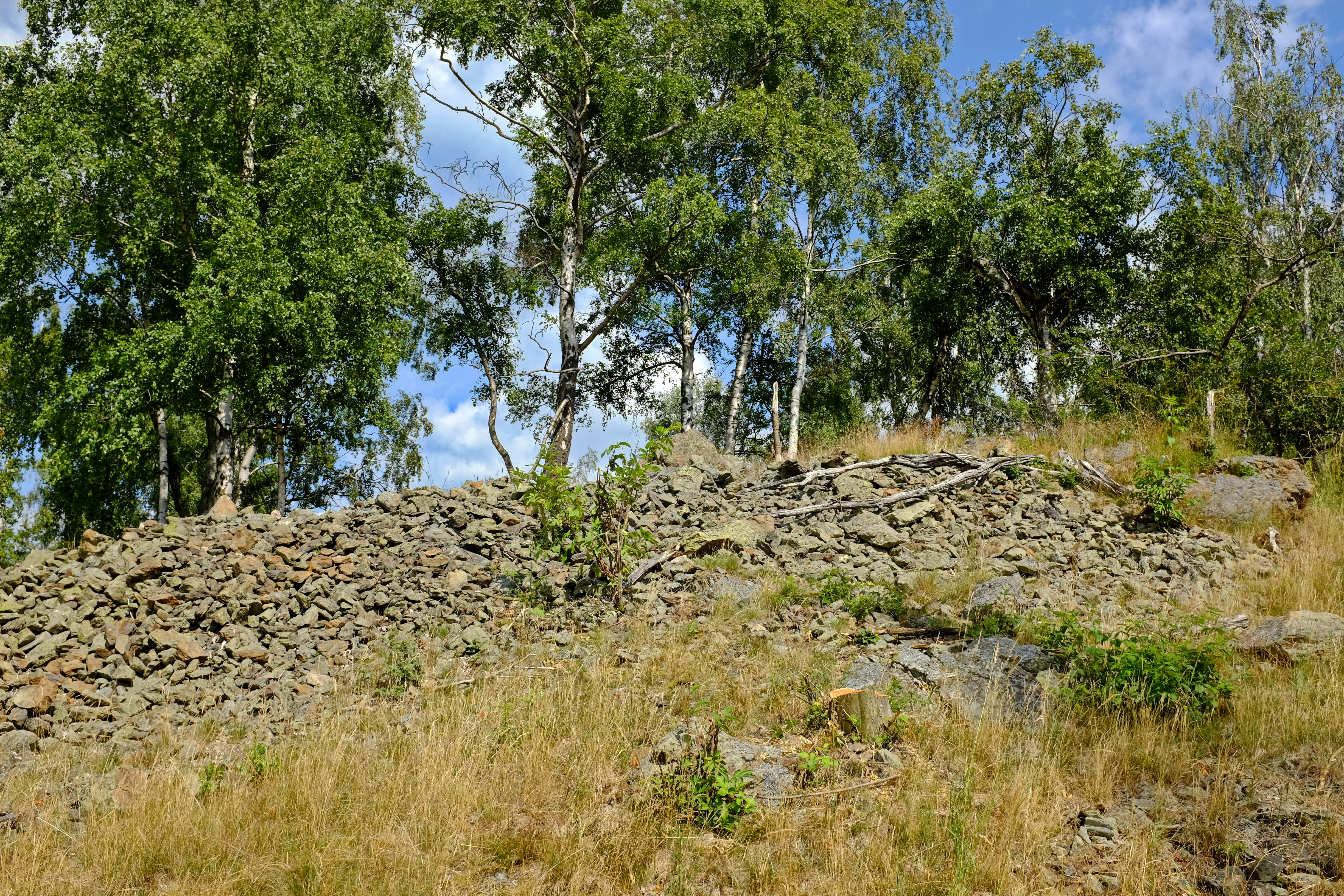
Vrch Pařez s pozůstatky po průzkumu
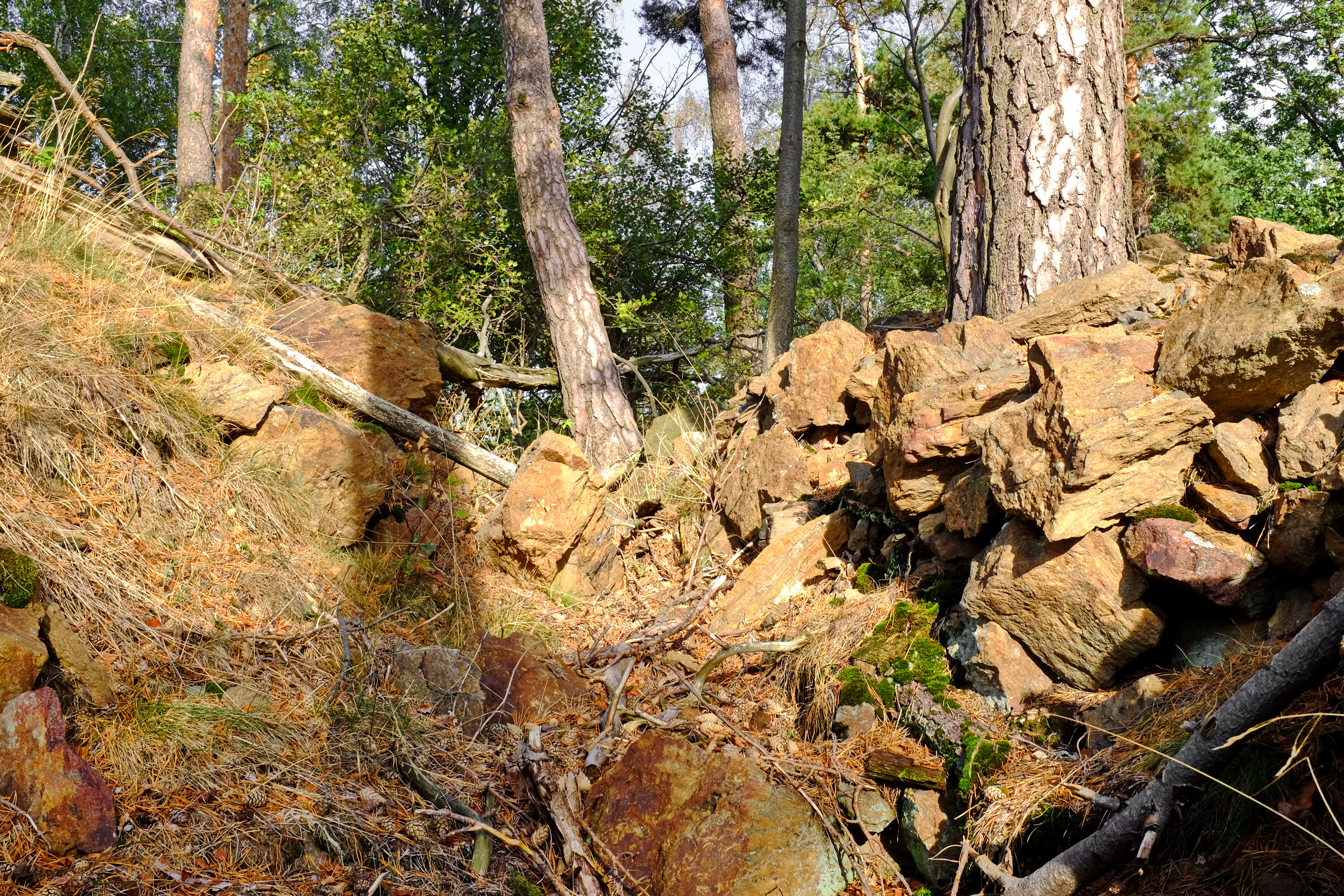
Průzkumná rýha na vrchu Pařez
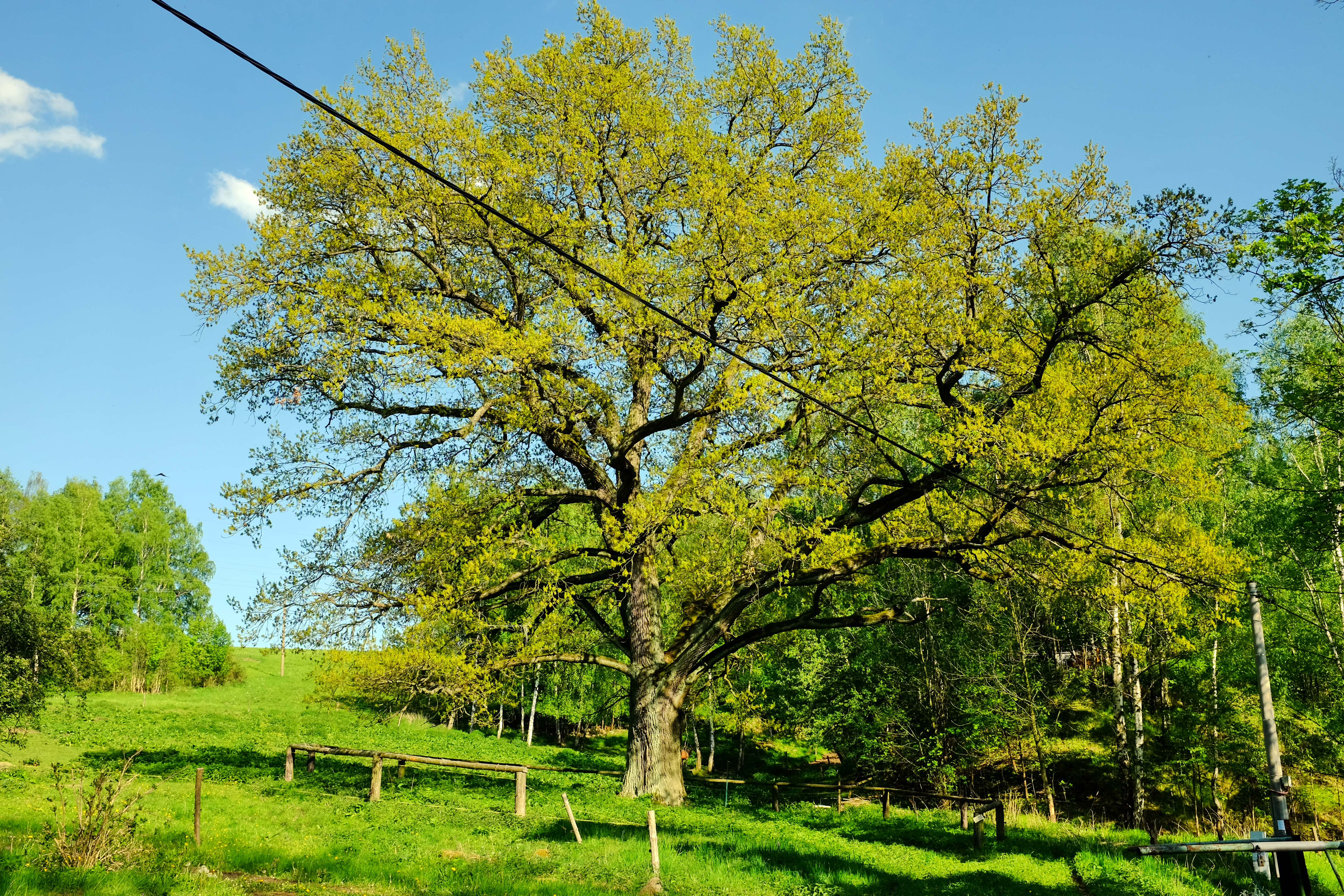
Památný dub